# Ernest Sowah
Ernest Sowah (Accra, 31 marzo 1988) è un ex calciatore ghanese, di ruolo portiere.

## Carriera

### Club
Cresce nelle giovanili del Tema Youth, nel 2009 si trasferisce al Berekum Chelsea. Nel 2013 lascia il Ghana per trasferirsi in Repubblica Democratica del Congo, nelle file del CS Don Bosco.

### Nazionale
È stato convocato per la Coppa d'Africa 2012.